# Die Firma heiratet (1914)
Die Firma heiratet ist eine frühe deutsche Stummfilm-Komödie von Carl Wilhelm aus dem Jahre 1914 mit Ernst Lubitsch in der Hauptrolle.

## Handlung
Hoflieferant Mayer hat ein Geschäft für Damenmode. Lehrling Moritz Abramowsky, einst aus der Provinz nach Berlin gekommen, um hier sein Glück zu machen, ist sein bester Mann. Als gewiefter Verkäufer hat er mit seiner Schlitzohrigkeit schon so mancher Kundin etwas aufgeschwatzt – und seien es einige Nummern zu große Kleidungsstücke, die dafür mehr kosten – und damit den Profit erhöht. Während Mayer nicht allzu viel von seinem eigenen Geschäft versteht und sich anderen Dingen wie der Damenwelt hingibt, sind es Moritz und das hübsche Mannequin Trude, die den Laden mit Entschlossenheit, Herz, Engagement und jeder Menge List „schmeißen“.
Nachdem Mayer von einem Ungeschick in das nächste stolpert und auch noch sein Mannequin vergrätzt, hat Trude die Nase voll und kündigt. Moritz tut‘s ihr gleich, und bald droht die Firma pleitezugehen. Doch schließlich wendet sich alles zum Guten. Mayer hat ein Einsehen und holt beide wieder zurück. Dann macht er seiner Trude einen Heiratsantrag – die Firma heiratet. 

## Produktionsnotizen
Die Firma heiratet entstand Ende 1913 in dem Union-Film-Atelier in Berlin-Tempelhof. Der aus drei Akten bestehende Film passierte am 7. Januar 1914 die Zensur und wurde am 21. Januar 1914 im U.T. Friedrichstraße uraufgeführt. Im November 1914 konnte man Die Firma heiratet auch in den USA sehen. Um den Film nach dem Krieg weiter zu verwerten, wurde er am 1. September 1921 erneut der Zensur vorgelegt und nur um fünf Filmmeter verkürzt. 1914 wie 1921 erhielt er Jugendverbot.
Karl Freund assistierte Kameramann Friedrich Weinmann. Der spätere Filmregisseur Edmund Edel fertigte die im Film zu sehenden Zeichnungen an.
Die Firma heiratet war ein enormer Publikumserfolg und bedeutete Lubitschs Durchbruch als Filmkomiker. Der Film lief 14 Tage lang in ausverkauften Häusern in allen neun U.T. Lichtspielen Berlins gleichzeitig und weitere drei Wochen im Union-Palast Kurfürstendamm. Daraufhin entschlossen sich Regisseur Wilhelm und die produzierende PAGU mit Der Stolz der Firma eine inoffizielle Fortsetzung zu drehen. In diesem Film, der ein halbes Jahr später anlief, spielte Lubitsch, der Hauptdarsteller von Die Firma heiratet, unter anderem Rollennamen eine ähnlich angelegte Figur. Auch das Gros der anderen Darsteller wurde übernommen.
Carl Wilhelm drehte 1930 ein nur leicht verändertes Remake unter demselben Titel. Es sollte sein einziger Tonfilm und zugleich seine letzte Filmregie werden.

## Kritik
In der Lichtbild-Bühne ist zu lesen: „Diese Film-Idee in der ganzen Art, wie sie angepackt und ausgeführt wurde, ist ein Kunstwerk allerersten Ranges, wird seinen Siegeszug antreten und Sonnenschein verbreiten. Wir können da nur das banale Wort ‚großartig‘ anwenden und die kritische Sonde ruhig beiseite lassen. ‚Die Firma heiratet‘ ist ein glücklich verfilmter Griff in die Konfektion, ein boshafter, satyrischer und frecher Schritt in die heiligen Räume des Machtbereichs der Mode, wo sich der Chef reich macht, wo der Reisende befiehlt, die Kundschaft gehorcht, die ‚44er Figur‘ Figur macht und die Probiermamsell probiert wird. Um im Bilde zu bleiben, können wir nur sagen: das Bild ist todschick, der Schlager der Saison, Nouveauté 1914.“
Der sowohl in Die Firma heiratet als auch in Der Stolz der Firma gesichtete, jiddische Humor ihrer deutsch-jüdischen Macher wurde in der Zeit des Nationalsozialismus erwartungsgemäß scharf kritisiert und in antisemitischem Duktus als den Deutschen „wesensfremd“ gegeißelt. Hierzu schrieb Oskar Kalbus 1935: 
„Ganz unverständlich dagegen muß uns heute erscheinen, daß das Kinopublikum in der schweren Zeit des Krieges einem Schauspieler zujubelte, der sich in jeder Situation mit uns wesensfremder Schnoddrigkeit benahm: Ernst Lubitsch. In dem Film ‚Die Firma heiratet‘ (1914) steigt er, ein kleiner Provinzler, zu den schwindelnden Höhen der Konfektionsmacht auf, und in ‚Stolz der Firma‘ (1914) verfolgen wir mit ihm die Laufbahn eines Lehrlings, der wiederum aus der Provinz in die Hauptstadt kommt und als vigilanter Kommis schließlich der Schwiegersohn des Herrn Chefs wird.“